# Kerk van Elling
De Kerk van Elling (Deens: Elling Kirke) is een kerkgebouw in het Deense dorp Elling.

## Gebouw
De Kerk van Elling is de oudste kerk van de kerkgemeente en werd in het begin van de 13e eeuw gebouwd. Het kerkgebouw behoort tot een groep van bakstenen kerken in de kop van Jutland met eenzelfde architectuur. Ze hebben een vergelijkbare muurdecoratie, waarvan de muurvlakken worden verdeeld door lisenen die met rondboogfriezen met elkaar worden verbonden. In tegenstelling tot de andere kerken in deze groep heeft de Kerk van Elling op de noordelijke muur als versiering ook keperfriezen.
Het oppervlak is kruisvormig met een apsis op het oosten en een toren in het westen. Aan het noordelijke transept bevindt zich een voorportaal. Het orgel staat in het zuidelijke transept.

## Interieur

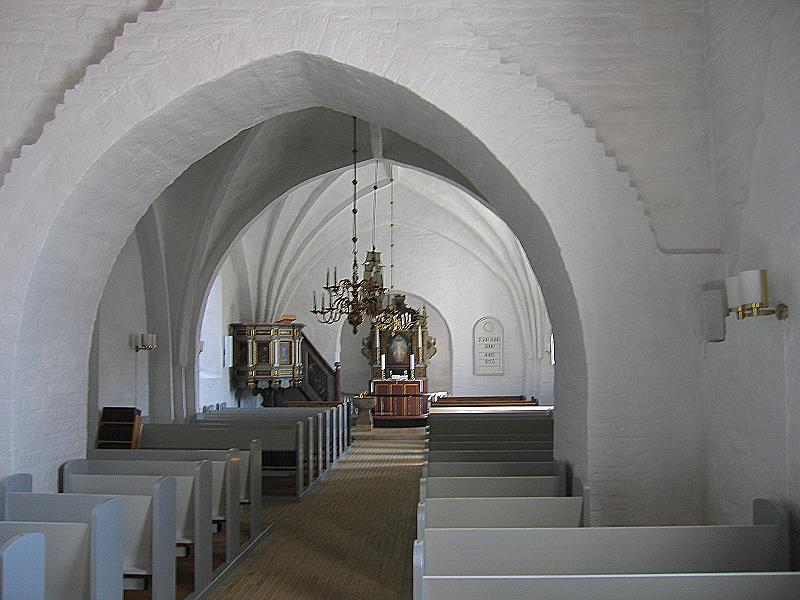
Interieur

De kerk biedt ruimte aan ongeveer 250 gelovigen.
Het renaissancealtaar uit het jaar 1635 heeft een schilderij van de gekruisigde Christus, geflankeerd door een rouwende man en vrouw. Een baldakijn boven het altaarschilderij wordt ondersteund door twee pilaren. Het huidige altaarschilderij werd in 1969 door Oscar Nicolaisen geschilderd. Een eerder altaarschilderij uit 1900 werd naar een voorbeeld van Carl Bloch geschilderd door Anker Lund. Het stelt Christus voor die een kind zegent en hangt tegenwoordig aan de noordelijke muur van de torenruimte. Onbekend is waar het oorspronkelijke altaarschilderij is gebleven en hoe het er uit heeft gezien.
In het koor bevinden zich twee grafmonumentenen: een voor Catharina Maria Ferslev (overleden in 1752) en een voor Frederick Wiirnfeldt (overleden in 1769).
Het scheepsmodel tussen de kroonluchters boven het middenpad van het kerkschip is van het oorlogsschip "Prins Christiaan" uit 1757. Het behoort tot de oudste scheepsmodellen in de Deense kerken.
Van de oude kerkbanken bleven delen bewaard, die tegenwoordig als rugleuningen in een aantal bestaande banken zijn geïntegreerd. Ze zijn van rond 1600 en versierd in een lokale stijl.
Het romaanse doopvont is even oud als de kerk zelf. De voet wordt gevormd door een omgekeerd teerlingkapiteel.
Sinds 1969 bevindt de kansel uit 1766 zich op de noordelijke kant van de koormuur. De vier velden van de kuip zijn beschilderd met de bustes van de evangelisten. De kansel werd volgens het inschrift geschonken door or Frederik Wiirnfeldt te Lerbæk.

## Afbeeldingen

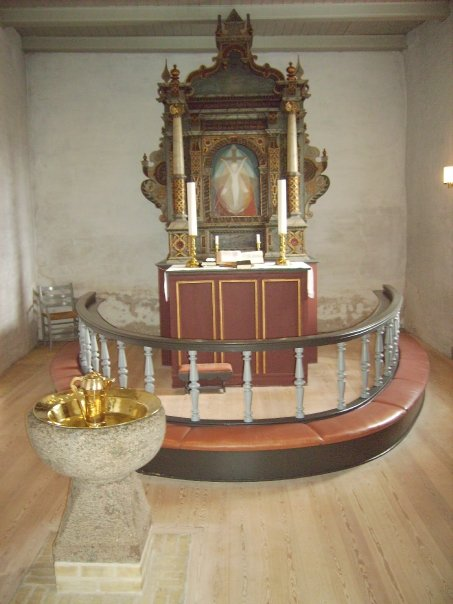
Altaar
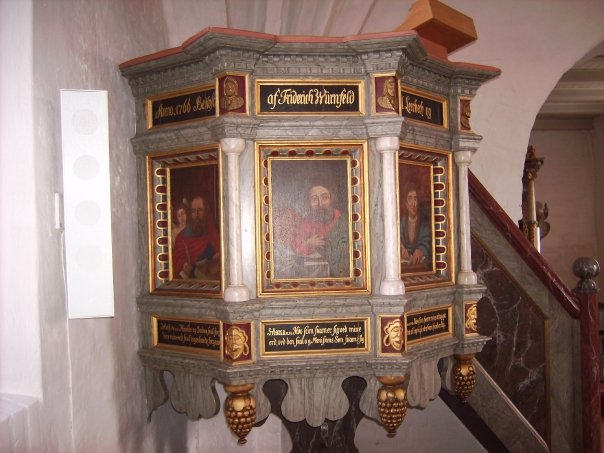
Preekstoel
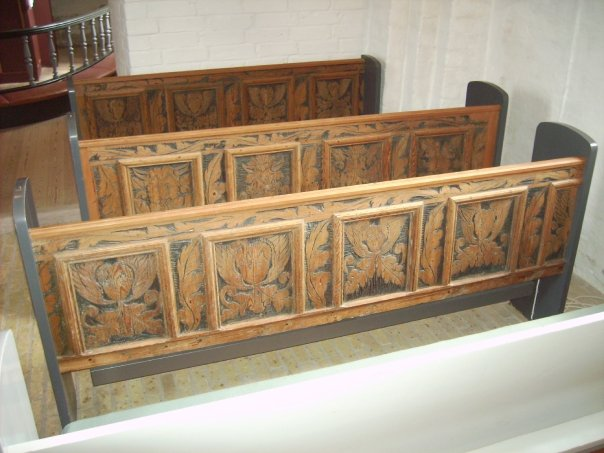
Oude kerkbanken
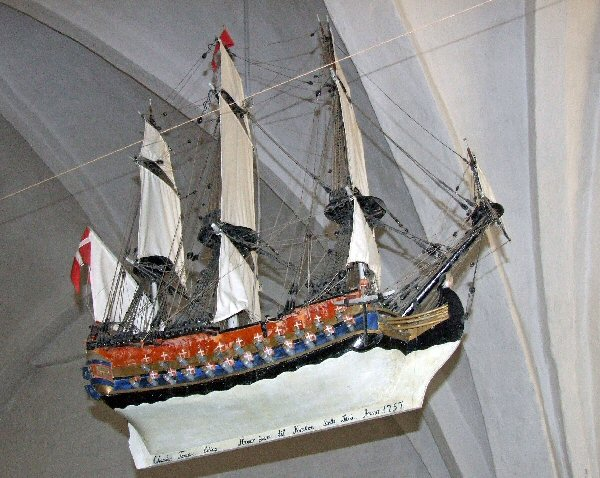
Votiefschip Prins Christaan